# Brandy

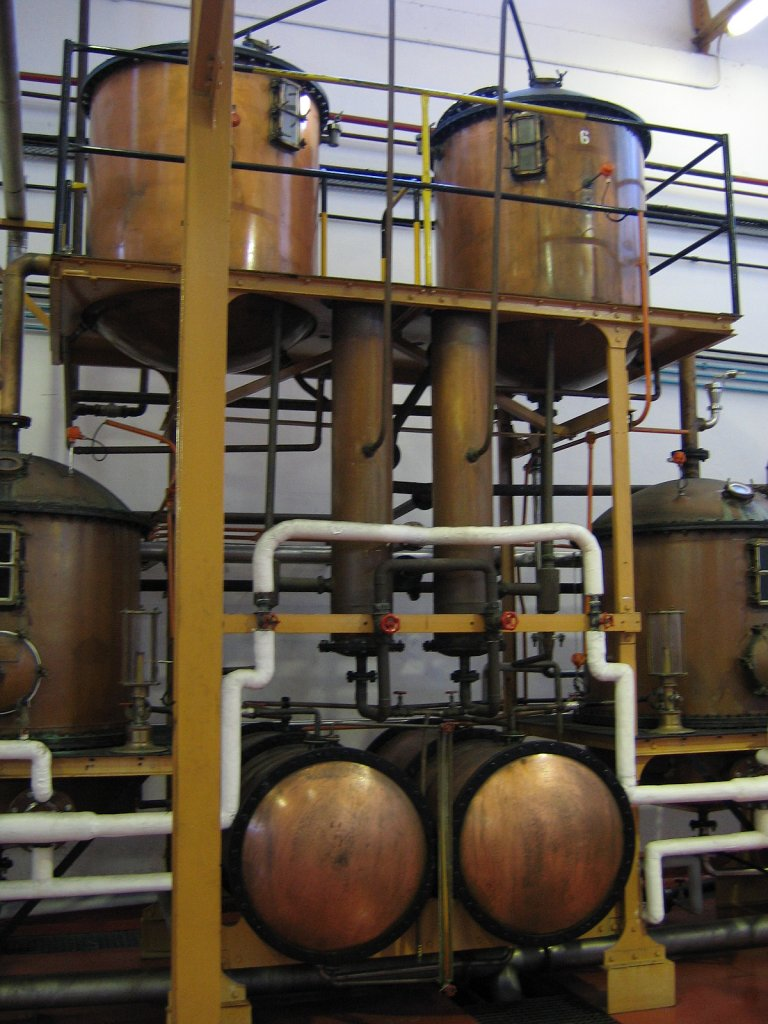
Alambiques de olla de brandy en Van Ryn Brandy Cellar cerca de Stellenbosch, Sudáfrica.

El brandy (apócope de brandewijn, en neerlandés y bajo alemán «vino quemado») o brandi es un aguardiente obtenido a través de la destilación del vino, casi siempre con un 36-40 % (hasta un 60 %) de volumen de alcohol, al ser expedido al mercado. A menos que se añada un adjetivo complementario —brandy de frutas, brandy de cereales, etc.— se considera hecho con vino de uva.
El diccionario de la Real Academia Española, en la voz «vino», define el «vino de quema» como «el que se destina a la destilación por carecer de condiciones para el consumo». Esos vinos de quema se exportaban a los países de norte pero ya quemados, de ahí la denominación neerlandesa. La destilación se hacía en España. Se llamaban y llaman «holandas», en razón de su histórico principal mercado —Holanda—, donde se elaboraban y continúan elaborando muchas y muy acreditadas bebidas alcohólicas. La ley 25/1970 de 2 de diciembre, en sus definiciones establece: «Holandas y aguardiente de vino: el obtenido por destilación de vinos sanos en limpio o con sus lías, que conserven los productos secundarios propios del vino. La graduación alcohólica de las holandas no será superior a los setenta grados». Las holandas, como la generalidad de los aguardientes, salen transparentes del alambique.
Las holandas son los aguardientes de vino no envejecidos. Si se las mantiene durante algún tiempo en barricas de roble, acaban por oxidarse, adquiriendo un tono marrón. Los ingleses se aficionaron a este producto, pero prefiriendo el brandy viejo al brandy joven. De ahí las siglas V.O., V.S.O.P., X.O. y toda la jerigonza relativa a la edad de los aguardientes de vino de Cognac. La O siempre significa Old, «viejo». Doyen parece significar 40 años; Age d’or, 30; Vénérable, 20, etc. En la denominación Cognac, la edad del producto es obsesivamente relevante. Era conocido en los mercados como «Brandy viejo de Coñac»; no como Cognac. Los vinos de la Charente no son aptos para ser ingeridos directamente como vino de mesa, por ser flojos en alcohol y muy ácidos. Se revelaron, en cambio, como magníficos vinos de quema. Sin duda los más famosos y apreciados. El merecido éxito del coñac se debe, además, al refinamiento en el arte de la destilación, basada en cohobar.
El brandy tiene una etimología de esas llamadas de ida y vuelta. Empezó como «vino quemado» destinado a los Países Bajos, para acabar, una vez envejecido, en brandy y últimamente en brandy.
La vigésimo segunda edición del Diccionario de la Real Academia Española dice a propósito de la palabra «brandy»: «Nombre que, por razones legales, se da hoy comercialmente a los tipos de coñac elaborados fuera de Francia y a otros aguardientes». Tal afirmación es muy poco exacta, pues hay tipos de coñac elaborados en Francia que lógicamente no se presentan como «coñac», sino como «brandy». Por otra parte, la legislación comunitaria no exige la utilización de la palabra «brandy», sino que limita el uso de la palabra «coñac» para referirse a los aguardientes provenientes de la denominación geográfica protegida «Cognac» o su traducción a otros idiomas. Pasa lo mismo con la palabra «Rioja», que no es sinónimo de «vino tinto». Los aguardientes de vino franceses tampoco pueden autodenominarse cognac si no proceden de esa región determinada.

## El brandy como denominación de venta
El brandy es una «denominación de venta» regulada por la legislación comunitaria, lo que implica que para ser comercializado con ese nombre, debe atenerse a las exigencias establecidas al respecto. Entre esas exigencias se encuentra la de que la bebida sea obtenida «de aguardiente de vino». Entre las denominaciones geográficas españolas que se acogen a la denominación de venta «brandy» se encuentran Brandy de Jerez y «brandy del Penedés». También se acogen a la palabra «brandy» —o bien «Brandwein», que puede utilizarse alternativamente—. Hugo Asbach fue quien comenzó a denominar su aguardiente de vino con la palabra «Brandwein». «Branntwein» pasó a significar aguardiente en general. Así se recoge hoy en los usuales diccionarios alemán-alemán o alemán-español, países como Italia, Grecia, Alemania, Austria e incluso Francia, con la denominación geográfica «Brandy français/Brandy de France».
Los famosos aguardientes de vino de Coñac y de Armañac, en cambio, han preferido acogerse a la denominación de venta mucho más genérica de «aguardiente de vino», que abarca denominaciones geográficas muy variadas: «Aguardente de vinho Douro», Vinars Vrancea, de Rumanía y otras muchas de Rumanía, Bulgaria, Portugal y la propia Francia.
De este régimen de denominaciones geográficas y de venta no se sigue que el Coñac, el Armañac o el «eau-de-vie de Charentes» no sean considerados legalmente brandis. Lo son en la medida en que cumplen los requisitos de envejecimiento, grado alcohólico, etc., establecidos en el mencionado Anexo II, n. 5 del Reglamento 110/2008 de 15 de enero. Brandy es una palabra genérica —no geográfica— que sirve para designar cualquier aguardiente de vino, incluidos los que son preferentemente conocidos por su denominación geográfica. Es contrario al mencionado reglamento restringir el uso de una palabra genérica a un determinado territorio, aunque esa delimitación sea negativa. De hecho fueron precisamente los de Cognac los primeros que comenzaron a llamarse con la palabra inglesa brandy. Cosa distinta es que, para evitar confusiones con los brandis españoles y de otros países o regiones de Francia, los de Coñac no se presenten como brandis. Tanto Alexis Lichine como Emmanuel y Madeline Greenberg, sientan el criterio de que todo Cognac es brandy; pero no todo brandy es Cognac.
No puede adoptar, en cambio, el nombre geográfico de Cognac o «coñac» ningún aguardiente de vino español o francés que no proceda de esa concreta región determinada —que tiene su mapa, como todas las denominaciones geográficas registradas—, sita en el oeste de Francia. Por lo mismo, tampoco está legalmente admitido que una bebida alcohólica se presente como «brandy del Panadés» o como «eau-de-vie du Penèdes», si no procede de la correspondiente región determinada para ese tipo de bebida. Las indicaciones geográficas están legalmente protegidas cuando determinada calidad, reputación u otras características de esa bebida son imputables fundamentalmente a su origen geográfico.
En el mencionado reglamento comunitario 110/2008 de 15 de enero también se contemplan los denominaciones de venta «brandy de cereales», hecho con cereales,</ref> y «raisin brandy», hecho con extracto de pasas fermentadas alcohólicamente. Al estar adjetivada la palabra brandy, especificando la materia prima, ninguna duda se presenta en torno a la naturaleza del producto.

## Historia
El origen del brandy no se tiene muy claro. Brebajes de alcohol concentrados se conocieron en la Grecia y Roma antiguas, y pueden tener una historia aún más antigua, desde la antigua Babilonia. El brandy, como se conoce hoy, apareció en el siglo XII y se hizo popular en el siglo XIV.
Inicialmente el vino era destilado como un método de conservación para hacer más fácil su transporte a los comerciantes. La intención era agregar de nuevo el agua separada del brandy en la destilación, poco antes de su consumo. Luego se descubrió que si se almacenaba en barriles de madera, el producto resultante se mejoraba considerablemente comparado con el vino original.

## Los estilos de brandy en el mundo

### Francia
Son dos los más emblemáticos y los más conocidos tanto dentro como fuera de Francia: el Armañac y el Coñac.
Armagnac. Se precia de ser el aguardiente de vino más antiguo de Francia. Henri Dufur y André Daguin hacen notar que el dialecto gascón utiliza la palabra aygue ardente y no la palabra «brandy», de origen inglés, para designar su famoso destilado. Según Gordon Brown, hay testimonios de que el arte de la destilación practicada por los árabes en España había atravesado los Pirineos en el siglo XII y ya se hacía aguardiente en Gascuña en 1411.
Se distinguen hasta cinco subdenominaciones geográficas: Armagnac, Bas-Armagnac, Haut-Armagnac, Armagnac-Ténarèze, Blanche Armagnac. Como marcas cabe indicar aleatoriamente: Chabot, Château Gerreau, Châteu de Malliac, Larresingle, Marquis de Montesquiou, Marquis de Puysegur, Dartigalongue, etc.
Los productos de Armañac se han decantado por el uso de la destilación continua, sin abandonar la antigua destilación en alquitara. La menor toxicidad de este tipo de aguardientes ha propiciado que en Francia consuman más Armañac que Coñac.
Coñac. Utiliza exclusivamente la destilación por alquitara. Con paciencia se cohoba, rechazando cabezas y colas, es decir, eliminando el destilado del comienzo y del final del proceso de destilación. En su momento ese procedimiento aseguraba el aguardiente de la menor toxicidad entonces existente. Tras el invento de la destilación continua, muchos otros aguardientes de vino lo superan en ausencia de toxicidad, aunque quizá no en sabor y aroma. Según Gilbert Delos, el noventa y cinco por ciento de la producción se destina a la exportación. La espectacular caída de la demanda ha obligado a tomar la decisión, en 1997, de arrancar 12 000 hectáreas de viñedo en esa «región determinada».[cita requerida] Se da enorme importancia al envejecimiento del producto, para lo que se adoptan nombres de fantasía —como X.O.; V.S.O.P., y otros— muy confusos. Allí se inició la costumbre de echar colorante marrón al producto, para subrayar su carácter añejo. El envejecimiento, además de mejorar el sabor, ayuda a eliminar el metanol, que se volatiliza antes que el etanol. Como marcas acreditadas, cabe señalar aleatoriamente: Courvusier; Hennessy; Rémy Martin; Polignac, etc. Muchas tienen nombre de apellidos ingleses como inglés es la palabra «brandy». Nació como un producto de exportación para Reino Unido.
La denominación geográfica de venta «Cognac» suele y puede ir acompañada de una de las siguientes nueve subdivisiones geográficas: Fine; Grande; Fine Champagne; Grande Champagne; Petite Fine Champagne; Champagne; Fine Champagne Borderies; Fins Bois; Bons Bois. Se supone que el entendido tiene que distinguir los diferentes sabores del Cognac, en razón de su lugar de proveniencia. La palabra «champagne» que aparece en alguna de esas subdivisiones geográficas, es una palabra genérica, que significa campiña. No debe identificarse con el nombre de ese famoso vino espumoso también denominado «champagne» y que proviene de una campiña distinta. Esas subdivisiones geográficas se realizaron por vez primera privadamente en 1860 por un geólogo francés llamado Coquand, fecha que coincide con la comercialización del coñac en botellas. Es menos rigurosa que la clasificación de los terruños jerezanos llevada a cabo mucho antes, en 1836, por la Administración Pública y que todavía es utilizada hoy. Esos referentes geológicos en Jerez rara vez se hacen aparecer en los etiquetados. No se les otorga valor comercial.
La forma de percepción, presentación y comercialización de los productos vitivinícolas de Francia es localista. Se presentan como productos locales de proyección universal. Cuanto más locales, mejor; y cuanta mayor proyección universal tengan, mejor también. Se presentan como productos de terruño, que llaman terroir. El Cognac es en esto un arquetipo. Se evitan así comparaciones con otros productos hechos con la misma variedad de vid o con el mismo sistema de elaboración, hasta el extremo de que, como recordaba la revista Air France Magazine a sus viajeros, excepto en Alsacia, está prohibido dar información sobre la variedad de vid con la que está hecho el producto. En otros países es usual dar esa información en el caso del vino, pero no siempre en el caso del brandy. El brandy brunello, en Italia, señala bien claramente el viduño con el que está hecho: brunello. Los de Jerez también indican el viduño, que suele ser «palomino fino». No suelen indicar, en cambio, el terruño de donde procede la uva.

### España

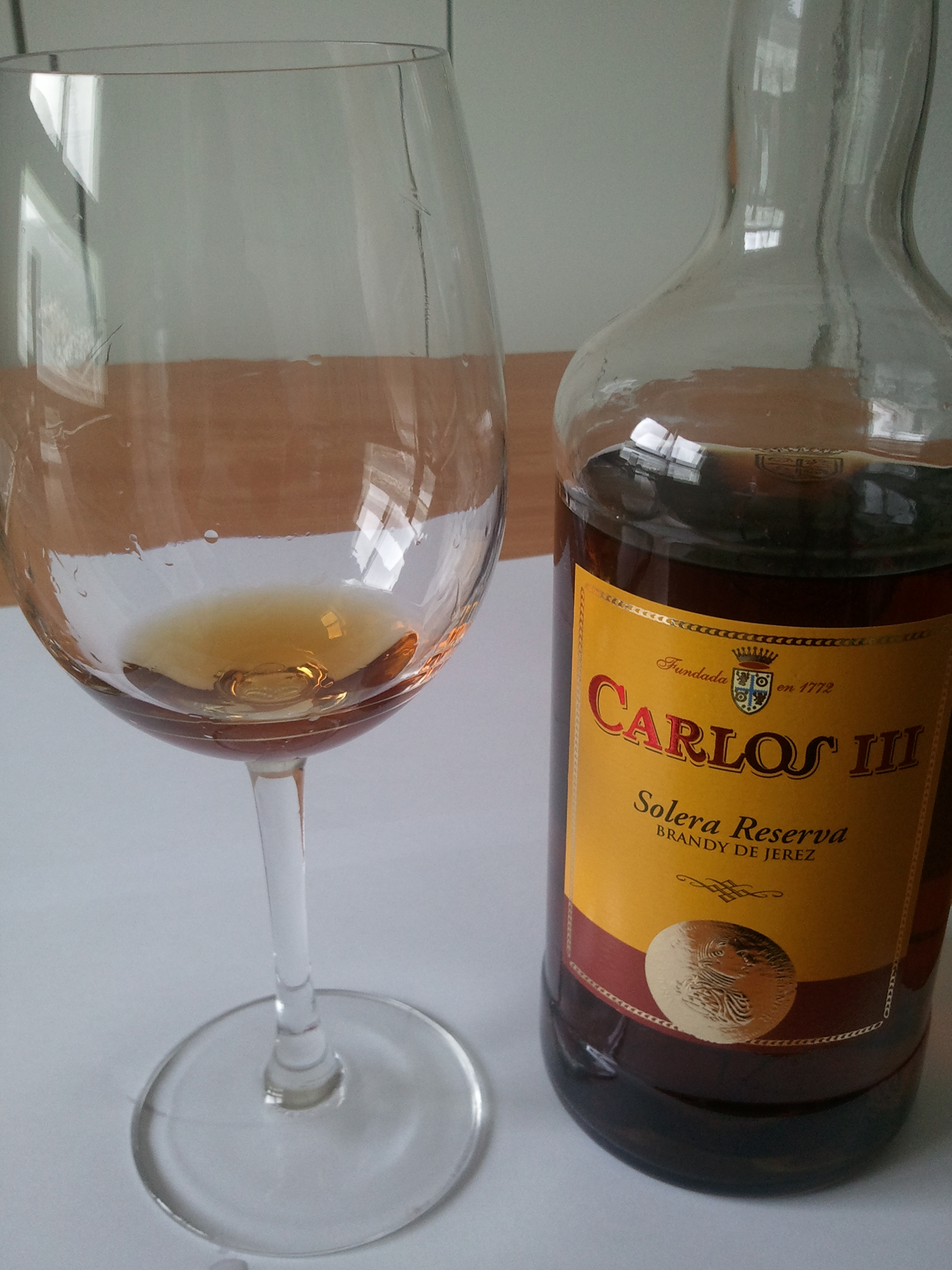
Brandy Solera Reserva, Jerez

Las tres principales regiones productoras de brandy son Jerez de la Frontera (Cádiz), Tomelloso (Ciudad Real) y el Penedés (Barcelona), ambas con denominación geográfica de venta. Ante el éxito de los brandis de Cognac, se tendió a imitarlos. El Diccionario de la Real Academia Española llegó a introducir la palabra «coñac» con la acepción de «aguardiente de graduación alcohólica muy elevada, obtenido por la destilación de vinos flojos y añejado en toneles de roble, imitando el procedimiento usado en Coñac, pueblo francés del mismo nombre». Luego lo sustituyó por «licor alcohólico de graduación muy elevada, obtenido por la destilación de vinos flojos y añejado en toneles de roble».
Tal palabra —coñac— ha sido retirada, repuesta y redefinida en ese diccionario; pero todavía sigue en uso, aunque cada vez más es sustituida por la de brandi, al menos en España. No gustó a los productores de brandy de Cognac tal empleo de la palabra «coñac», en sentido analógico, aunque en tal analogía los brandis de Cognac tenían el honor de ser el analogatum princeps. Tampoco gustó demasiado a los productores españoles por la misma razón. No querían ser considerados unos simples imitadores del brandy francés, entre otras cosas porque tenían consolidado un buen mercado en el Reino Unido, acostumbrado a la palabra «brandy», creada por ese mercado.
La mayor diferencia consiste en que el envejecimiento del producto se lleva a cabo mediante el sistema de soleras y criaderas en el que el brandy es continuamente trasegado. También se utiliza ese mismo sistema en la elaboración de los brandis catalanes. En Jerez no se usa roble de Limusin, sino roble americano afectado de «tilosis», lo que impide una excesiva evaporación. Además, el tonel empleado para producir Brandy de Jerez tiene que haberse usado anteriormente para envejecer vino de jerez, lo que le da un sabor diferenciador. En Jerez de la Frontera (Cádiz) se utilizan alquitaras y en el Panadés (Barcelona) se hace uso preferente de la destilación a vapor.
Las marcas jerezanas se remontan al siglo XVIII y muchas de ellas también tienen nombres ingleses: Garvey, González Byass, Domecq, etc. Las bodegas del Panadés son más modernas. Es famosa y está extendida fuera de España la casa Torres. La zona de elaboración y envejecimiento del «Brandy de Jerez» está constituida exclusivamente por los términos municipales de Jerez de la Frontera, El Puerto de Santa María y Sanlúcar de Barrameda en la provincia de Cádiz. Pero no presentan su producto como producto de terruño.
Brandy de Jerez «Solera»: es el brandy envejecido por el sistema de criaderas y soleras con un tiempo de envejecimiento superior a seis meses.
En los últimos años la mayoría de productores de Solera han reducido la graduación alcohólica de sus productos a 33 o 30 grados«Las marcas emblemáticas del brandy se convierten en bebidas por debajo de 36 grados». Diario de Cádiz. 21 de febrero de 2012. Consultado el 10 de junio de 2018., lo que los deja fuera de la denominación Brandy de Jerez, que requiere un mínimo de 36 grados. Salir de la denominación también abre la opción al uso de alcoholes no vínicos, como los procedentes de melaza, grano, patatas... Esta medida se tomó a raíz de la caída de ventas, sobre todo a nivel nacional, experimentada a finales de la primera década del siglo XXI, ya que permite rebajar el precio de producción de estas, ahora llamadas, bebidas espirituosas.
Brandy de Jerez «Solera Reserva»: es el brandy envejecido por el sistema de criaderas y soleras con un tiempo de envejecimiento superior a un año.
Brandy de Jerez «Solera Gran Reserva»: es el brandy envejecido por el sistema de criaderas y soleras con un tiempo de envejecimiento superior a tres años.

### Rusia
En Rusia, el brandy se llama coñac ruso. De acuerdo con GOST R 51618-2009 ("Russian Coñac. Especificaciones Generales"), un producto de vino con un volumen de al menos 40.0% de alcohol etílico elaborado a partir de destilados de coñac obtenidos por destilación fraccionada de uvas Vitis vinífera puede denominarse coñac. y envejecido en contacto con madera de roble durante al menos tres años. En la URSS, el coñac se llamaba cualquier brandy producido según la tecnología cercana a la tecnología de producción coñac. Los mayores productores de brandy en Rusia son Fábrica de Coñac Kizlyar, Alvisa Group, Alliance-1892, KiN y Pearl of Stavropol. Las marcas de brandy más populares en Rusia: Lezginka, Kizlyar, Dagestan, Three Stars (producida por Fábrica de Coñac Kizlyar). Marcas como ancianos (Alvisa Group), Viejo Königsberg (Alliance-1892), Troekurov (Pearl of Stavropol) y Ararat (brandy armenio) también son populares en Rusia. Al mismo tiempo, en Rusia prefieren el brandy de su propia producción y la proporción de brandy armenio y georgiano está disminuyendo cada año.

### Estados Unidos
Emplean el sistema jerezano de soleras y criaderas, aunque el roble en ocasiones no es Quercus alba americano, sino el de Limusín. Los vinos utilizados para destilar son jóvenes, lo que da al producto un carácter afrutado. No es tan tánico, como suelen serlo los brandis viejos. A diferencia de los brandis europeos, se usa no sólo como digestivo, sino también para cócteles. Puede tomarse con hielo y en consecuencia en el recipiente adecuado al efecto. El sistema de destilación es al vapor, con pequeñas adiciones de brandy de alquitara. No se presenta como brandy viejo, por lo que no se le añade el usual colorante marrón. Su presentación tampoco se basa en evocar objetos antiguos, como un pergamino o un acontecimiento histórico, sino que pretende dar una imagen de modernidad.

### Grecia
Es universalmente famoso el «Metaxá». Se trata de unos brandis aromatizados e incluso almibarados, creados por Spiros Metaxa, un comerciante en sedas, que fundó una destilería en Kifisia a finales del siglo XIX. Existen versiones muy variadas de esa idea de aromatización explícita y reconocida del brandy, considerada heterodoxa en otros países. En los productores tradicionales, esas aromatizaciones se admiten legalmente en razón de los llamados «usos tradicionales», pero se procura no darlas a conocer. Hay muchas variedades: centenario, dorado, gran reserva, de Rodas, etc. El número de estrellas indica los años de envejecimiento: tres significa un mínimo de tres años de envejecimiento; cinco estrellas, cinco años; siete estrellas, siete. «Reserva privada» significa al menos veinte años..

### Perú y Chile
En el Perú se denomina Pisco, al igual que en Chile con su aguardiente, pero dependiendo de su procedencia, al ser fuera de su denominación de origen, suele denominarse aguardiente de uva, es decir, el Pisco producido en el Perú, y exportado a Chile ingresa con el nombre de aguardiente de uva. Al contrario de este caso, el producto chileno está prohibido de ingresar al Perú.
Perú  acaba de demostrar que su aguardiente aparece mencionado en documentos encontrados en la biblioteca nacional del Perú que datan de más de 300 años lo confirman, El proceso en Perú varía al producido en Chile. De esta bebida se preparan diferentes derivadas, entre ellas el Pisco Sour el cual es una bebida típica de Perú. Ambos son preparados a base de uvas, el lugar principal de preparación de esta bebida es la ciudad de Pisco en Ica-Perú, de aquí el nombre. 
Al igual que el singani, esta bebida tiene su origen en la necesidad náutica y minera, antes que campesina, de concentrar volumétricamente de forma estable y perdurable los vinos, para su adecuado almacenamiento y transporte, típica de la costa pacífica de Sudamérica, próxima a los Andes mineros.
Ambas variedades, el pisco del Perú y el Pisco chileno,  tienen en común el hecho de ser de uva, obtenidos por destilación de cepas blancas y rosadas de Vitis vinifera, aprobadas por sus respectivas legislaciones como «uvas pisqueras». 

## Los brandis de fruta
La expresión «brandy de fruta» tiene dos significados opuestos, que dan lugar a equívocos. A veces sirve para subrayar que el alcohol procede de la fruta —el albaricoque, la cereza o la manzana— y no del brandy. Pero esa misma expresión es utilizada también para significar lo contrario: que el alcohol es aportación del brandy, pero no de la fruta en cuestión, cuya función es similar a la del anís en el brandy anisado: comunica sabor pero no alcohol.
En los Estados Unidos de América del Norte, según Harold J. Grossman la Federal Alcohol Administration reserva la palabra «fruit brandy» para designar la bebida en la que la fruta es la que genera alcohol. Hace notar que, en cambio, en Europa se habla de «brandis de albaricoque» o de «brandis de melocotón» para designar unos licores en los que ni el albaricoque, ni el melocotón han aportado alcohol alguno a la bebida, sino que todo el alcohol procede del brandy. Cuando la fruta —el albaricoque es lo que pone como ejemplo— no genera alcohol, no nos encontramos ante un «apricot brandy», sino ante un «apricot liqueur», dando indebidamente por sentado que la maceración de albaricoques en brandy genera una bebida dulce. Lo que produce dulzor no es ni la destilación ni la maceración, sino la edulcoración.
La terminología de la legislación europea contradice la americana. Cuando el elemento que proporciona alcohol es la fruta y no el brandy, la bebida es llamada «fruit spirit». Vgr. «peach spirit». Si lo que proporciona el alcohol no es la fruta, habrá de consignarse el nombre de la fruta —cereza, mora o de lo que se trate— especificando a continuación el aguardiente utilizado. Vg. «peach brandy», o bien «peach rum», «peach Cognac», etc. Son «aguardientes de cereza» aquellos en los que es la cereza la que genera alcohol, mientras que son «brandis de cereza» aquellos en los que las cerezas sólo aportaron sabor al brandy. En castellano —también en alemán, en portugués, en italiano y en francés— la terminología es clara. En inglés, en cambio, no se pueden traducir del latín, con palabras adecuadas, estas dos expresiones:  vinum crematum  y aqua vitae .
Parece más fundado utilizar la terminología europea, porque los grandes productores de aguardientes de frutas están en Europa y no utilizan la palabra «brandy». Esos grandes productores son los países germánicos y Hungría. En los países germánicos se llama wasser, precedido del nombre del fruto —vg. Kirschwasser, 'cereza'— al aguardiente de fruta. El aguardiente de uva tiene nombre específico: Weinbrand. En Hungría, famosa por sus destilados de fruta fermentada, la palabra usada es pálinca, que significa aguardiente en general; no un concreto aguardiente.
Se ha ido perdiendo en gran medida la costumbre de macerar cerezas, guindas u otras frutas en brandy. Suelen macerarse en un alcohol neutro e insípido, como el llamado «vodca para cócteles» o bien en un orujo muy rectificado, o bien en ron tafia, un ron –muy rectificado— que da lugar a muy variadas recetas de ratafías de fruta. La Enciclopedia Espasa proporciona seis recetas: de frambuesa, de nuez, la Neully (de guindas), la Grenoble (de cerezas negras), de membrillo y la llamada «cuatro frutas».
En el caso de la uva, resulta muy marcada la diferencia entre el aguardiente obtenido a partir de vino y el obtenido a partir de vino en presencia de los hollejos de la uva que, al calentarse en el alambique, comunican su sabor característico. También es fácil identificar hollejos de fruta en el caso de la pera y la manzana. Pero en ocasiones, el aguardiente de fruta se extrae de un líquido que no es exactamente vino ni hollejo, sino más bien una papilla híbrida. La legislación comunitaria ha regulado como «denominación de venta» el «aguardiente de hollejo de fruta»; pero sin que nadie se apuntase a esa «denominación de venta».

## Brandy de cereales
El concepto de cerveza tiene una vocación expansiva. Se llama cerveza a la bebida alcohólica fermentada hecha con cualquier clase de cereal e incluso con productos agrícolas almidonosos, que no son cereal. De la cebada se pasó al centeno, al maíz, al arroz y a todo tipo de grano o no grano. Dentro de la categoría «cerveza» entra cualquier modo o sistema de fermentación o elaboración. Hay incluso quienes incluyen el sake japonés dentro de la categoría «cerveza». No sucede lo mismo con el whisky. Inicialmente sólo se consideraba whisky el procedente de cebada malteada. Posteriormente, por influencia americana, se fueron admitiendo dentro del canon del whisky el centeno y el maíz. El aguardiente de sake no se considera whiskey, pese a ser el arroz un cereal. El arroz y el trigo no están incluidos, al menos oficialmente, en el canon del whisky.
Brandy de cereales —grain brandy, en inglés— es una denominación de venta comunitaria, perteneciente al género «aguardiente de cereales», que se diferencia del whisky sobre todo en que en el whisky el grano tiene que estar malteado. Además el whisky ha de estar envejecido. No caben los whiskis blancos. El aguardiente de cereales se elabora en diversos lugares de Europa, sobre todo en Alemania. El más conocido es el llamado Korn.
«Para que el aguardiente de cereales pueda llevar la denominación de venta brandy de cereales» deberá «obtenerse mediante la destilación a menos de 95 % vol de masa fermentada de cereales de grano entero y presentar características organolépticas derivadas de las materias primas utilizadas», dice la mencionada norma.

## Raisin brandy
De la uva se obtiene el brandy. Las uvas pasas también son uvas. «El aguardiente de pasas o raisin brandy —dice la citada norma comunitaria— es la bebida espirituosa obtenida exclusivamente de la destilación del producto de la fermentación alcohólica del extracto de pasas de las variedades negra de Corinto o moscatel de Alejandría, destilada a menos de 94,5 % vol, de forma que el destilado tenga el aroma y el sabor derivados de la materia prima utilizada». Se trata de un concepto legal y por tanto variable; pero coincidente con lo que suele entenderse por «raisin brandy».

## Añejamiento
El Reglamento comunitario 110/2008 de 15 de enero entiende por maduración o envejecimiento: «La operación que consiste en dejar que se desarrollen naturalmente en recipientes apropiados ciertas reacciones que confieren a la bebida espirituosa de que se trate cualidades organolépticas que no tenía anteriormente».
El añejamiento es importante en casi todos los aguardientes, excepto en los de orujo y de frutas, la mayoría de los cuales no se suelen añejar. El tequila y el ron tienen las dos modalidades de joven y añejo. El whisky y el brandy, en cambio, tienen que estar necesariamente añejados para poder comercializarse con ese nombre, a tenor de la legislación comunitaria. El aguardiente de vino no añejado recibe el nombre de holandas u holanda, que el diccionario de la Real Academia define como «aguardiente obtenido por destilación directa de vinos puros sanos con una graduación máxima de 65° (usado más en plural)». Las holandas envejecidas pasan a recibir el nombre de brandy.
La exposición al aire que produce el añejamiento proporciona color marrón, que suele subrayarse con la adición del colorante llamado caramelo. Se llama así porque proviene del azúcar, pero no es dulce y responde casi siempre a la fórmula C12H13O9. Este contacto con el aire es bueno en la medida en que así se evaporan los residuos de metanol del destilado. El contacto con el aire depende fundamentalmente de tres factores: el roble utilizado, el tamaño del recipiente y la frecuencia de los trasiegos. En un barril de pocos litros, el contacto con el aire es mucho mayor que en recipientes de gran capacidad. Cuantos más trasiegos se produzcan, mayor será el contacto con el aire.
En cuanto al roble, suelen distinguirse comercialmente dos clases de roble: el europeo y el americano. El europeo es casi siempre el Quercus robur, que tiene unas cien variedades cultivares. En Asturias se denomina «carbayu» y en Galicia es llamado «carballo». También se le llama «roble pedunculado» en razón de sus hojas. Por roble americano, a efectos de bebidas alcohólicas, se entiende el Quercus alba, también denominado roble blanco.
Un elemento decisivo en la elección del roble de tonelería es el tamaño del «grano», por el que se entiende el tamaño de los canalillos de la madera que lo hacen poroso. El tamaño del grano depende del bosque de donde el roble proviene. Por ejemplo, es más menudo el de Los Vosgos y más grande el de la zona Limousin. El roble americano tiene un grano aún mayor, pero esa mayor porosidad se ve contrarrestada por la presencia de tilosis en esos canalillos. En consecuencia, el líquido se escapa en mayor cantidad del roble europeo que del americano, lo cual origina dos formas distintas de tratarlo.
El roble americano se sierra transversalmente, lo que resulta muy cómodo, no importando que haya abundancia de canalillos en contacto con el aire. El roble francés se corta longitudinalmente, lo que resulta más complicado, debiéndose efectuar la operación más manualmente. Ese tipo de corte contribuye a disminuir la evaporación del alcohol y la permeabilidad de la madera. A su vez esto tiene influencia en el modo de colocar las barricas. Las de roble americano se suelen colocar recostadas. Tal se hace en Jerez, donde se utiliza roble americano. Las barricas de roble europeo se suelen colocar verticalmente. Esa forma de colocación también influye en el resultado final. Se han ideado soluciones mixtas, consistentes en hacer la base de un roble y las duelas de otro.
El roble comunica sabor. Un modo expeditivo de comunicar sabor a roble consiste en echar en el recipiente quercina, que en francés llaman boisé, en la cantidad deseada. Es patente que algunas marcas comerciales utilizan mucha quercina. El roble con que está hecho el recipiente tiene menor importancia a esos efectos, pues pronto deja de comunicar sabor a roble para comunicar otros sabores. Cada barrica comunica el sabor del líquido que ha contenido previamente. Por eso son muy apreciadas las botas jerezanas. Lo importante en ellas no es el roble americano con el que están hechas, sino porque cambian el aroma de cualquier bebida, contribuyendo decisivamente al bouquet (no comunican sabor vinoso, sino el aroma de las «levaduras de flor» propias de la peculiar crianza biológica de los vinos de Jerez). Son utilizadas en Irlanda y Escocia para envejecer varios tipos de whiskis. Igualmente se emplean para envejecer rones y aquavits. También son apreciadas las botas que han contenido el whisky llamado «bourbon», cuando ha sido dejado envejecer en barricas de roble quemado. En tonelería pueden hacerse las duelas de diversas maneras: calentando la madera a fuego y dejando la madera más o menos tostada; o bien sin utilizar fuego, sino solo calor; o bien prescindiendo del fuego y del calor y utilizando agua para dar forma a las duelas.
En los brandis no basados en el sistema de criaderas y soleras, como son los de la demarcación de Cognac, los trasiegos se realizan siguiendo las indicaciones de un maître, que decide —como sucede con el whisky y el tequila— qué mezclas deben efectuarse basando la cata exclusivamente en su propio olfato. No se tiene en cuenta la edad del vino del que se ha destilado el brandy en cuestión, pese a la importancia de la edad del vino en el resultado final. A la mezcla de aguardientes se le asigna la edad del aguardiente más joven según muchos autores. El mismo criterio se sigue también en la elaboración del whisky y del tequila. Así, pues, la edad del brandy coincide con la de la fecha de la última mezcla. El criterio no parece acertado, pues basta un poco de brandy, de whisky o tequila viejos para comunicar mucho sabor. Por eso el Reglamento comunitario establece un criterio más matizado: «Aunque es importante garantizar que, en general, el período de maduración o envejecimiento se refiere solo al componente alcohólico más joven, el presente Reglamento debe permitir establecer una excepción para tener en cuenta los procesos tradicionales de envejecimiento regulados por los Estados miembros».
Cuando se expiden al mercado, los brandis no están fechados; no llevan «milésimes». En su lugar aparecen unos signos que algunos interpretan como simples indicadores de edad.
V.O. y V.S.O.P. significan para Juan Muñoz Ramos cinco años. Para Emmanuel y Madeline Greenberg significan seis años. Napoleón significa de 5 hasta 50 años según algunos y de seis en adelante según otros en el caso del coñac. Pero en el caso del Armagnac significa 5 años según Emmanuel y Madeline Greenberg. También recogen la opinión de que carece de significación cuando se trata de otros aguardientes de vino franceses. En ocasiones se escribe en la botella que el aguardiente —se presupone que es el más joven— tiene tres, ocho o quince años. Doyen significaría 40; age d’or, 30 y vénérable, 20, según Henri Dufur y André Daguin. Para Alexis Lichine V.S.O.P. significa veinte años si el aguardiente es puro; pero cuando no es así, significa un tipo de producto. Cada casa produce su propio V.S.O.P. tendiendo a ser siempre idéntico a sí mismo año tras año. Para este mismo autor X.O, que suele traducirse por Extra Old, en cambio, no significa una misma mezcla que se repite, sino unos cuarenta años. En cualquier caso, considera que no es posible controlar la edad de los coñacs más allá de unos cuatro o cinco años y que es aún es más difícil controlar las mezclas.
Esta valoración de Alexis Lichine, aunque algo difusa, parece acertada. Cada casa —Henessy, Rémy Martin, etc.— produce coñacs de diferentes calidades y características. Para distinguir esas modalidades no emplea nombres de fantasía como suele hacerse por ejemplo, en Jerez. Vgr. la casa González Byass elabora un brandy al que ha decidido denominar «Lepanto». A otros productos les pone otros nombres, también de fantasía, como «brandy soberano», etc., de tal modo que el consumidor puede fácilmente identificarlos y reconocerlos. En Francia en general y en la región de Cognac en particular, no se adoptan nombres de fantasía de ese tipo y en su lugar se utilizan las mencionadas siglas tales como VSOP, VS, OX, etc. Cada casa diversifica sus productos a través de esas siglas.
El que todas las destilerías utilicen las mismas siglas para diversificar sus productos presenta un gran inconveniente. Hubo una época en que todas las destilerías denominaban «Napoléon» a su mejor coñac. El prestigio de la palabra «Napoléon» aplicada al coñac dio como resultado que en cualquier supermercado se encontrase coñac «Napoléon» a precios increíblemente baratos. Como consecuencia, ya ninguna casa comercial designa «Napoléon» a su producto estrella. Hay que ser un verdadero connaisseur para poder dictaminar qué pueda significar Napoléon o V.O. en un determinado caso. Hay que tener en cuenta el criterio de cada casa comercial y la fecha en que utiliza ese criterio.
El coñac comenzó a expedirse en botellas en 1860. que en parte todavía estaban hechas a soplete. Posteriormente apareció el etiquetado. Pese a esos adelantos en el mercado del envase, se continúan utilizando en las botellas las mismas siglas que en su día se grababan en los barriles, generalmente consistentes en iniciales de palabras inglesas. Algunos brandis españoles también las ponen en su etiquetado. La casa Torres distingue el «Torres 5», «Torres 10» y «Torres 30». Son cifras que no han de ser tomadas al pie de la letra; pero que indican que el «Torres 30» está más envejecido que el 5.
Gordon Brown hace notar, al tratar del brandy de California, que como usa el sistema de criaderas y soleras, se acelera mucho el envejecimiento, pues con tanto trasvase el líquido está mucho más tiempo en contacto con el oxígeno. En ese mismo sentido dicen Henri Dufur y André Daguin que un Armañac destilado en 1950 y embotellado en 1960 tiene la misma edad que otro destilado en 1970 y embotellado en 1980, porque el envejecimiento en botella es muy pobre, al faltar el contacto con el aire. Hay, pues, que distinguir entre envejecimiento y edad.
Las bebidas alcohólicas en general y los brandis en particular tienen el privilegio de no indicar fecha de caducidad como es obligatorio en los demás alimentos. Solo es frecuente encontrar esa mención en las cervezas. Con muy buen criterio comienza a señalar esa fecha la firma El Corte Inglés, incluso aunque la fecha sea muy lejana. Por ejemplo: «este whisky ha de ser consumido preferentemente antes del año 2050». No es una efeméride inútil. Quienes tienen bodega de almacenamiento no saben qué hacer con ciertos productos en razón de carecer de orientación precisa sobre cuándo comienzan a estropearse. La casa González Byass comercializaba un vino de mesa joven llamado Cabomar del año 2002. En la contraetiqueta se indicaba: Consumir antes de diciembre de 2003. Los brandies, aunque se aprecia mucho en ellos que sean viejos, acaban por deteriorarse.
No es del todo exacto eso de que un brandy u otra bebida alcohólica, una vez embotellado, deja de cumplir años. Un brandy expedido al mercado como de «35 años» en el año 2002, en la actualidad no sigue teniendo 35 años. En botella las bebidas alcohólicas evolucionan: unas para mejor y otras para peor.

### Libros
- Brown, Gordon (1996). Classic spirits of the world: a comprehensive guide (en inglés) (1.ª edición). New York: Abbeville Press. ISBN 978-0789201652.
- Delgado, Carlos (2007). El libro de los aguardientes y licores (1.ª edición). Madrid: Alianza Editorial. ISBN 978-84-206-6052-3.
- Delos, Gilbert (1993). Les alcools du monde (en francés). París: Hatier. ISBN 9782218073649.
- Dufor, Henri; Daguin, André (1989). L'armagnac (Le Goût de la vie) (en francés). París: Nathan. ISBN 978-2092914557.
- Greenberg, Emanuel; Greenberg, Madeline (1983). The pocket guide to spirits and liqueurs (en inglés). New York: Perigee. ISBN 978-0399507304.
- Lichine, Alexis (1987). Enciclopedia de vinos y alcoholes de todos los países. Barcelona: Ediciones Omega. ISBN 9788428207768.
- Muñoz Ramos, Juan (1996). Enciclopedia de los alcoholes. Barcelona: Planeta. ISBN 978-8408018421.

### Otros
- Parlamento Europeo; Consejo de la Unión Europea (2008). «Reglamento (CE) n° 110/2008 del Parlamento Europeo y del Consejo, de 15 de enero de 2008, relativo a la definición, designación, presentación, etiquetado y protección de la indicación geográfica de bebidas espirituosas y por el que se deroga el Reglamento (CEE) n° 1576/89 del Consejo». Diario Oficial de la Unión Europea.